# Bethel Henry Strousberg

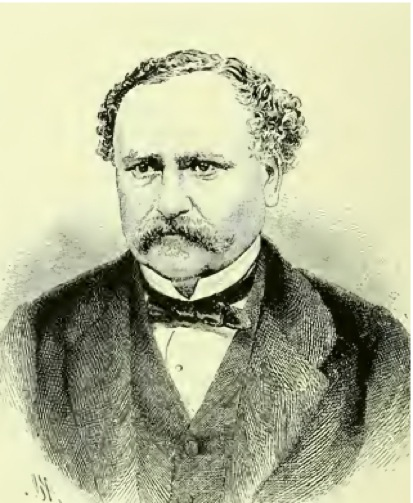
Bethel Henry Strousberg

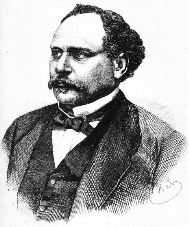
Bethel Henry Strousberg (Illustrirte Zeitung vom 16. Oktober 1869)

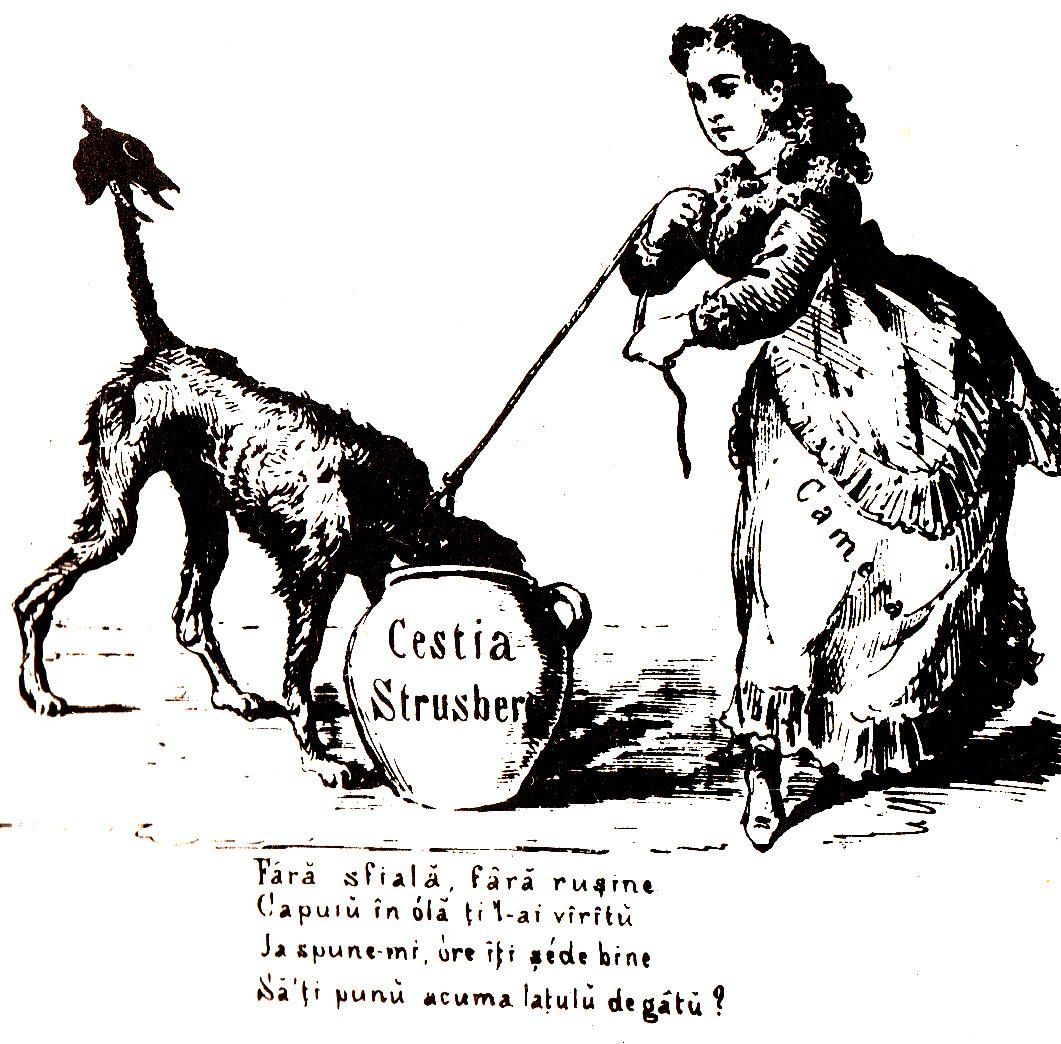
Karikatur der rumänischen Satire-Zeitschrift Ghimpele vom 7. Mai 1871, der Hund (Deutschland) frisst aus einem Gefäß („Strousberg-Affäre“), ertappt und an die Leine genommen von der rumänischen Abgeordnetenkammer

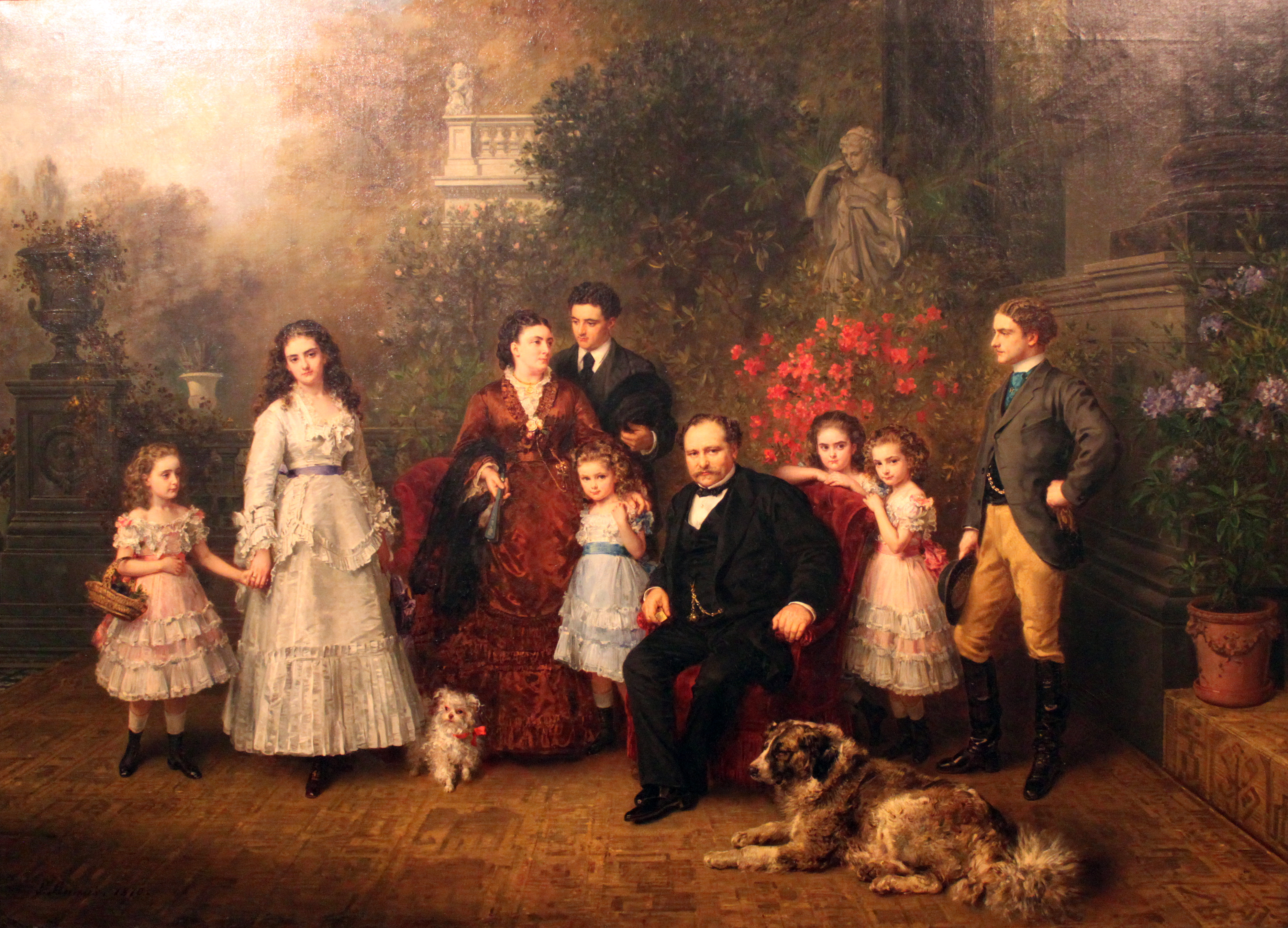
Familienbildnis Strousberg von Ludwig Knaus, 1870

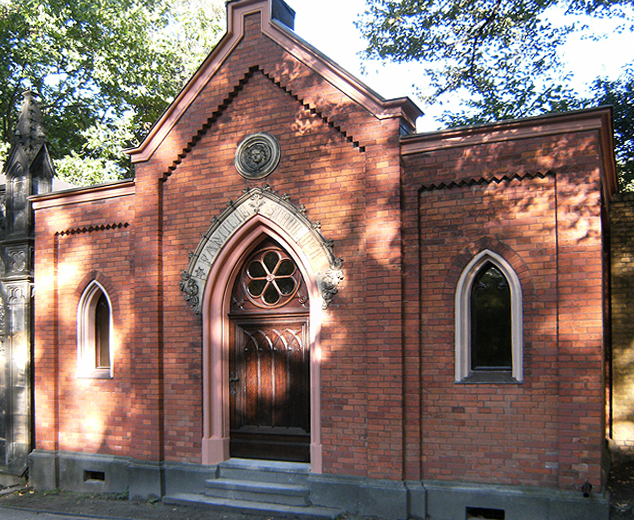
Strousberg-Mausoleum nach der Restaurierung

Bethel Henry Strousberg (* 20. November 1823 in Neidenburg, Masuren; † 31. Mai 1884 in Berlin; gebürtig/eigentlich Baruch Hirsch Strausberg, eingedeutscht Barthel Heinrich Strausberg, in London in Strousberg geändert) war ein deutscher jüdischstämmiger Großunternehmer der Gründerzeit, der aus einfachen Verhältnissen stammte und sich hauptsächlich im Eisenbahnbau engagierte. Er galt als der „europäische Eisenbahnkönig“ und beschäftigte zeitweise 100.000 Arbeiter. 20 Jahre später war sein Imperium zusammengebrochen. Als standesgemäßen Wohnsitz nutzte Strousberg das 1867/68 von August Orth errichtete Palais Strousberg in der Berliner Wilhelmstraße.

## Leben
Strousberg wurde 1823 als Baruch Hirsch Strausberg in der masurischen Stadt Neidenburg geboren. Er stammte aus einer jüdischen Kaufmannsfamilie, die seit zwei Generationen in der Stadt ansässig war. Sein Vater war Abraham Baruch (ab 1813 Strausberg), der Sohn eines vermögenden Landhändlers. Seine Mutter, Caroline Gottheimer, stammte aus der westpreußischen Stadt Inowrocław. Strousberg besuchte die Schule in Königsberg und schloss sie mit mittlerer Reife ab.
Nach dem frühen Tod seines Vaters ging er im Alter von sechzehn Jahren 1839 nach London zu seinem mütterlichen Onkel Gottheimer. In dessen Handelshaus (Kohlenhandel) erlernte er den kaufmännischen Beruf. Nebenbei beschäftigte er sich mit Sprachen, Musik und Geschichte. Ebenfalls in London lernte er das Banken- und Börsenwesen kennen und erwarb sich einen Ruf als Wirtschaftsfachmann. Er trat der anglikanischen Staatskirche bei, anglisierte seinen Namen zu Bethel Henry Strousberg und heiratete 1845 die anglikanische Bürgertochter Mary Ann Swan.
Der fortschreitende Eisenbahnbau in Großbritannien erweckte sein Interesse, daher verfolgte er seit Anfang der 1860er Jahre Pläne, Eisenbahnen in Preußen zu bauen. Nach der Liberalisierung der preußischen Eisenbahnpolitik 1862 bescherten ihm gute Kontakte zum neuen Handelsminister Itzenplitz und zu britischen Finanziers eine erste Konzession zum Bau der Bahnstrecke Insterburg–Tilsit. Diese wurde 1865 in Betrieb genommen. Ein weitaus größeres Projekt war der Bau der 1871 in Betrieb genommenen ostpreußischen Südbahn Pillau (Hafen)–Königsberg–Rastenburg–Lyck–Prostken mit Anschluss an das russische Breitspurnetz. Es gab bald nach Baubeginn ernste Schwierigkeiten der Finanzierung.
In den nächsten Jahren folgten weitere Strecken, unter anderem Berlin–Görlitz, Hannover–Altenbeken und Breslau–Tarnowitz.
Er plante in Böhmen die Strousberg-Bahn, ein Stahlwerk in Zbiroh und weitere Montanunternehmen und hatte die Vision, zwischen Rokitzan und Beraun ein „böhmisches Manchester“ zu schaffen. Alle diese Projekte scheiterten nach dem Beginn der Gründerkrise 1873. 
Neuartig war die von Strousberg praktizierte Methode von Ausführung und Finanzierung der Bauvorhaben. Er beauftragte Generalunternehmer und streute damit die Risiken. Die Leistungen des Generalunternehmers wurden nicht in Geld, sondern ratenweise nach Baufortschritt mit Aktien der neu gegründeten Eisenbahngesellschaft bezahlt. Die Gründer und Kapitalgeber mussten damit nur einen Bruchteil der tatsächlichen Kosten aufbringen und erhielten erhebliche Provisionen, teilweise auch Gewinne aus der Lieferung von Eisenbahnmaterial oder aus dem Verkauf von Grundstücken, die für Bahnanlagen benötigt wurden.
Unseriös daran war, dass das Aktienkapital höher als die tatsächlichen Baukosten angesetzt wurde. Der Generalunternehmer erhielt damit Aktien, deren Nennwert höher als die Baukosten war. Der Handel mit diesen Aktien blähte den Wert der Gesellschaften künstlich auf.
Strousberg engagierte sich zusätzlich in weiteren Projekten, z. B. als Zeitungsherausgeber mit der 1866 neu erschienenen Tageszeitung „Die Post“; kaufte u. a. die Maschinenfabrik Georg Egestorff in Hannover, betrieb Walzwerke und Hochöfen sowie den damals hochmodernen Berliner Viehmarkt. Gemessen an anderen Unternehmern der Epoche war er sehr sozial eingestellt, zahlte vergleichsweise gute Löhne und sorgte für zusätzliche soziale Leistungen. 1868 erwarb Strousberg das Schloss Miröschau in Böhmen. Auch im benachbarten Sbirow gehörte ihm ein Schloss, das er im Stil der Neorenaissance ausbauen ließ. 
Als Prinz Karl Eitel Friedrich aus dem Hause Hohenzollern im Frühjahr 1866 Fürst von Rumänien wurde, nutzte Strousberg seine Regierungskontakte, um sich als Unternehmen für dortige Eisenbahnprojekte ins Gespräch zu bringen. Infolge der damaligen preußisch-österreichischen Gegensätze (siehe Deutscher Krieg 14. Juni bis 23. August 1866) bestand ein preußisches Interesse daran, das österreichische Monopol auf die Donauschifffahrt zu durchbrechen und einen Verkehrsweg über Land zu etablieren. Mittels Intrigen und Bestechung erhielt Strousberg im Sommer 1868 die Konzession für den rumänischen Eisenbahnbau. Nach dessen erfolgversprechendem Beginn zeigten sich jedoch bald technische und finanzielle Probleme, die teils zu einer minderwertigen Bauausführung, teils zum Baustillstand führten. Die Kritik an Strousberg führte sogar zu diplomatischen Verwicklungen. Strousberg musste sich mit großen finanziellen Verlusten aus dem Geschäft zurückziehen.
Von 1867 bis 1871 war Strousberg als Abgeordneter des Reichstagswahlkreises Regierungsbezirk Königsberg 9 Mitglied des Reichstages des Norddeutschen Bundes für die Konservative Partei.
1873 geriet Strousberg auch auf der politischen Ebene unter Kritik, deren Wortführer der liberale Reichstagsabgeordnete Eduard Lasker war. Dieser prangerte die Finanzierungspraktiken der Gründer an und machte Strousberg zum Exempel für unredliche Machenschaften; sein Förderer Graf Heinrich Friedrich August von Itzenplitz musste als Minister zurücktreten. Den ebenfalls 1873 erfolgten Gründerkrach überstand Strousberg zunächst glimpflich. Ende 1873 starb sein Sohn Arthur Strousberg im Alter von nur 23 Jahren; dies traf ihn schwer.
Strousberg kaufte ein Erbbegräbnis an der Ostwand des Matthäus-Kirchhofs in Schöneberg und ließ dort ein Mausoleum für seine Familie errichten. Zudem gab er bei Reinhold Begas ein Grabdenkmal für den Sohn in Auftrag, das in dem Mausoleum Platz finden sollte. Zum Zeitpunkt der Fertigstellung des Kunstwerks 1874 hatten sich seine finanziellen Schwierigkeiten jedoch bereits so verschärft, dass er Begas nicht mehr bezahlen konnte; zeitweilig musste Strousberg sogar das Mausoleum selbst verpfänden. Das Modell des Grabdenkmals für Arthur Strousberg verblieb im Besitz von Begas. Dieser ließ es 1900 auf eigene Kosten für die Pariser Weltausstellung in Bronze gießen und errang damit einen Grand Prix. Die Stadt Berlin kaufte das Grabdenkmal aus dem Nachlass von Begas und ließ es 1913 auf dem II. Städtischen Friedhof Reinickendorf aufstellen, wo es erhalten geblieben ist.
1875 wurde Strousberg nach einer überhasteten Abreise im Zug von Moskau nach St. Petersburg wegen der Nichteinlösung fälliger Wechsel festgenommen. Wenige Wochen später folgte in Moskau eine Anklage gegen ihn wegen Anstiftung zu Kreditvergehen. Seine Unternehmen gingen daraufhin in Konkurs. 1876 erkannte man ihm die in Russland verliehenen Rechte ab und wies ihn aus; die Wiedereinreise wurde ihm verboten.
Seine letzten Jahre verbrachte Strousberg unter wirtschaftlich sehr beengten Verhältnissen in Berlin mit fehlgeschlagenen Versuchen, an seine früheren Erfolge anzuknüpfen. Seine große Villa in der Wilhelmstraße kam in die Konkursmasse und wurde später von der Britischen Botschaft gekauft. 
1998 errichtete Großbritannien auf diesem Grundstück ein neues Botschaftsgebäude.
Bethel Henry Strousberg starb 1884 im Alter von 60 Jahren in Berlin an den Folgen eines Herzinfarkts und wurde im Mausoleum Strousberg auf dem Matthäus-Friedhof beigesetzt, neben seinem Sohn Arthur und seiner zwei Jahre zuvor verstorbenen Gattin Mary Ann. Die Grabstätte existiert noch heute (Feld J-OE-005). 2009 wurde das Mausoleum restauriert durch die Stiftung Verkehrsgeschichte/Denkmalamt Bonn.

## Ehrungen
Im Jahre 1926 benannte die Stadt Hannover eine Querstraße zwischen der Göttinger und der Ricklinger Straße nach ihm. Da Strousberg jüdischer Herkunft war, wurde sie in der NS-Zeit 1935 nach Julius Kettler, dem Gründer des Statistischen Landesamtes in Hannover und des Niedersächsischen Heimatbundes in Kettlerstraße umbenannt. Seit 1945 heißt sie wieder Strousbergstraße.

## Schriften
- Lawson’s merchant’s magazine: statist and commercial review ed. by B. H. Strousberg. 1852–1853
- Dr. Strousberg und sein Wirken von ihm selbst geschildert. Mit einer Photographie und einer Eisenbahn-Karte. J. Guttentag (D. Collin), Berlin 1876. Digitalisiert von der Zentral- und Landesbibliothek Berlin, 2013. URN urn:nbn:de:kobv:109-1-7908828. Digitalisat
- Berlin, ein Stapelplatz des Welthandels durch einen Nord-Ostsee-Kanal. J. Guttentag (D. Collin), Berlin 1878
- Das kleine Journal. Hrsg. von Bethel Henry Strousberg. Berlin 1878–1881
- Fragen der Zeit. Essays. 1. Über Parlamentarismus. J. Guttentag (D. Collin), Berlin 1879 Digitalisat